# Gulnara Karimova
Gulnara Islamovna Karimova (em cirílico uzbeque: Гулнора Исломовна Каримова; em russo:  Гульнара Исламовна Каримова, Gul'nara Islamovna Karimova; nascida em 8 de julho de 1972) é uma socialite, empresária e ativista social uzbeque. É a filha mais velha de Islam Karimov, que foi presidente do Uzbequistão desde a independência do país em 1991 até sua morte em 2016. Ela exercia influência considerável no Uzbequistão devido aos seus negócios e ligações familiares. A partir de 2013, devido a um conflito com o pai, caiu em desgraça e começou a perder influência rapidamente.
Karimova foi colocada em prisão domiciliar em Tashkent, Uzbequistão, em novembro de 2014. Ela foi interrogada por promotores suíços em dezembro de 2016 em uma investigação de lavagem de dinheiro. Em 2017, o Departamento do Tesouro dos Estados Unidos proibiu entidades dos Estados Unidos de negociar com Karimova ou qualquer uma das suas organizações ou associados, através da Lei Magnitsky. Também no mesmo ano, ela foi condenada no Uzbequistão a 10 anos de prisão por fraude e lavagem de dinheiro. Em 2018, a pena foi comutada para cinco anos de prisão domiciliar. Em março de 2019, ela foi enviada para a prisão por supostamente violar os termos de sua prisão domiciliar.
Karimova se dedicava profissionalmente ao design de joias e era estilista criando a marca de roupa Guli, era conhecida como cantora pelo nome artístico de Googoosha, era presidente do conselho de administração da fundação não governamental "Fórum de Cultura e Arte do Uzbequistão" e de várias outras organizações públicas. Foi proprietária de um vasto império financeiro que incluía a maior operadora de telefonia sem fio do país, a Uzdunrobita, várias casas noturnas e uma fábrica de cimento. Manteve ligações com personalidades influentes do mundo ocidental.